# Draba beamanii
Draba beamanii är en korsblommig växtart som beskrevs av Reed Clark Rollins. Draba beamanii ingår i släktet drabor, och familjen korsblommiga växter. Inga underarter finns listade i Catalogue of Life.